# Mare (maanzee)

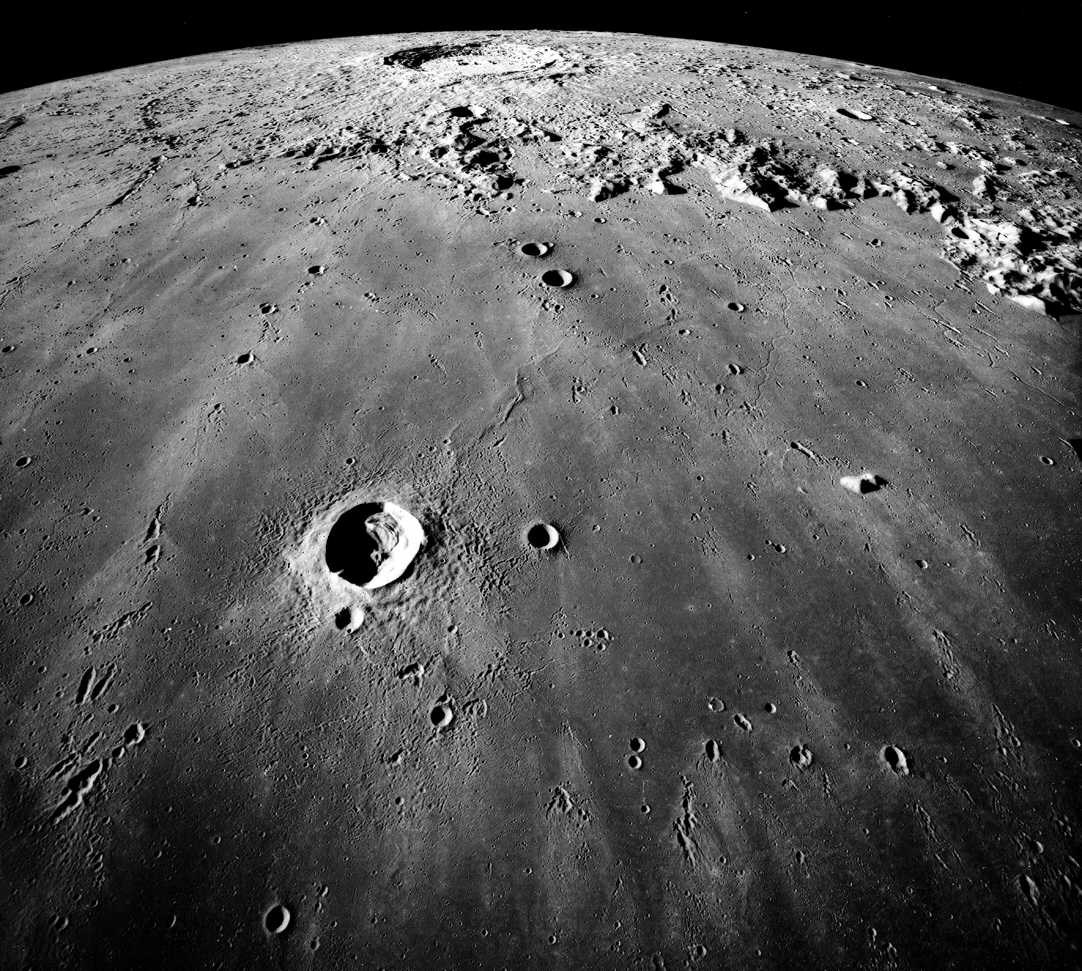
Het Mare Imbrium (Zee van de Regens), een vulkanische vlakte op de Maan (foto: Apollo 17)

Een mare (het-woord, meervoud: mária) op de maan is een donkere vlek die vanaf de aarde met het blote oog te zien is. Ongeveer 16% van het maanoppervlak bestaat uit maria. Vroeger dacht men dat de maria echte (water-)zeeën waren (het 'mare' = Latijn voor de 'zee').  
Tegenwoordig weet men dat de maria eigenlijk grote vulkanische vlakten zijn, die zijn opgebouwd uit basalt. De maria op de maan dateren van na het Late Heavy Bombardment, een periode (4,0 tot 3,8 miljard jaar geleden) in de begintijd van het zonnestelsel waarin veel meteorieten op de planeten en hun manen insloegen. De ouderdom van de maria kan bepaald worden door middel van kratertelling. Volgens datering van meegebrachte maanstenen zouden de meeste maria 3,9 tot 3,3 miljard jaar oud zijn. Recentere uitingen van vulkanisme zouden tot 2,5 miljard jaar oud zijn.
De maria bevatten ook enkele specifieke landschapsvormen:
- Foto's van ruimtetuigen hebben verschillende individuele flows of vloeistructuren in het marebasalt aan het licht gebracht.
- Sinusvormige rillen zijn slingerende groeven in het landschap, die soms enkele honderden kilometers lang zijn.
- Mareruggen zijn lage heuvelruggen, die eveneens honderden kilometers lang kunnen zijn.

Nog een opmerkelijk feit is, dat de maria vooral voorkomen aan de 'voorkant' van de maan (de kant die naar de aarde gericht is). De reden daarvoor is onduidelijk.
Het grootste mare is de Oceanus Procellarum (Oceaan van de Stormen) met een diameter van 2568 km. Het kleinste, Mare Spumans (Schuimende Zee) heeft een diameter van 139 km. Kleinere, vergelijkbare structuren worden lacus, palus of sinus (meer, moeras, respectievelijk golf) genoemd. 